# Moot Hill (Scone)
Koordinaten: 56° 25′ N, 3° 26′ W
Der Moot Hill von Scone ist ein bedeutender schottischer Hügel und liegt an den Ufern des Tay in der Nähe der schottischen Stadt Perth.

## Geschichte

### Anfänge
Der Name Moot Hill geht auf das gälische Tom-a-mhoid zurück. Das bedeutet ungefähr so viel wie „Ort an dem Recht gesprochen wird“. Der schottische König Kenneth I. MacAlpin gründete hier 846 die Stadt Celtic Abertha. Hierher wurde der Stone of Destiny (Der Stein der Vorsehung) gebracht. Auf diesem Stein wurden bis 1296 alle schottisch-piktischen Könige gekrönt. 1296, nach der Zerschlagung einer schottischen Revolte durch Edward I., nahm dieser den Stein an sich und brachte ihn nach Westminster Abbey. Dort ließ er ihn in den eigenen Königsthron einarbeiten.

### Nach dem Verlust des heiligen Steines
Trotz des Verlustes des Steines blieb der Moot Hill Krönungsort der schottischen Könige. Die Stadt Celtic Abertha ging zwar verloren, aber den Platz nahm ein Augustinerkloster ein. Um der Tradition willen wurde statt des Steines hier ein Krönungsstuhl aufgebaut. Letzter hier gekrönter König war Charles II. im Jahr 1651.

### 1651 bis heute
Nach Charles II. wurden keine schottischen Könige mehr gekrönt. Schottland wurde Teil Großbritanniens. Die Grafen von Mansfield erwarben das Gelände und bauten ab 1808 den Scone Palace. Dieser existiert heute noch als Beispiel des neo-gotischen Baustils.

## Die Legende
Der Legende nach konnte nur der wahre schottische König mit reinstem Blut der Highlands auf dem „Stone of Destiny“ gekrönt werden. Der Stein soll der Legende nach einen hohen singenden Ton abgegeben und damit verkündet haben, dass der König gefunden worden war. Robert the Bruce’ Königtum wurde von seinen Feinden angezweifelt, da er nicht auf dem Stein gekrönt werden konnte. Diesen stahl Edward I. im Jahr 1296.
Eine weitere Legende besagt, dass der Hügel aus der gesammelten Erde besteht, die jeder Clanchef aus seiner Heimat in seinen Stiefeln zur Krönungszeremonie mitbrachte.

## Weblink
- Scone Palace: The Moot Hill (englisch)